# ゲイリー・アッカーマン
ゲイリー・アッカーマン（Gary Ackerman、1942年11月19日 - ）は、アメリカ合衆国の政治家。民主党の連邦下院議員、元ニューヨーク州上院議員。